# Cabañas de Polendos (kommunhuvudort)
Cabañas de Polendos är en kommunhuvudort i Spanien.   Den ligger i provinsen Provincia de Segovia och regionen Kastilien och Leon, i den centrala delen av landet, 80 km norr om huvudstaden Madrid. Cabañas de Polendos ligger 943 meter över havet och antalet invånare är 123.
Terrängen runt Cabañas de Polendos är lite kuperad. Runt Cabañas de Polendos är det mycket glesbefolkat, med 5 invånare per kvadratkilometer. Närmaste större samhälle är Segovia, 13,2 km söder om Cabañas de Polendos. Trakten runt Cabañas de Polendos består till största delen av jordbruksmark.